# Hermetia subpellucida
Hermetia subpellucida är en tvåvingeart som beskrevs av James och Wirth 1967. Hermetia subpellucida ingår i släktet Hermetia och familjen vapenflugor. Inga underarter finns listade i Catalogue of Life.